# Aiantides von Milet
Aiantides von Milet war ein griechischer Offizier, der auf Seiten der Spartaner unter dem Oberbefehlshaber Lysander in der Schlacht bei Aigospotamoi mitkämpfte. Seine Statue (geschaffen vom Bildhauer Tisander) stand zusammen mit denen weiterer Offiziere auf dem Siegesmonument, das die Spartaner im Heiligtum von Delphi errichteten. Die Basis der Statue wurde bei Ausgrabungen gefunden und trägt die Inschrift „Aiantides, Sohn des Parthenios, aus Milet“ sowie den Namen des Bildhauers.